# Cachecol

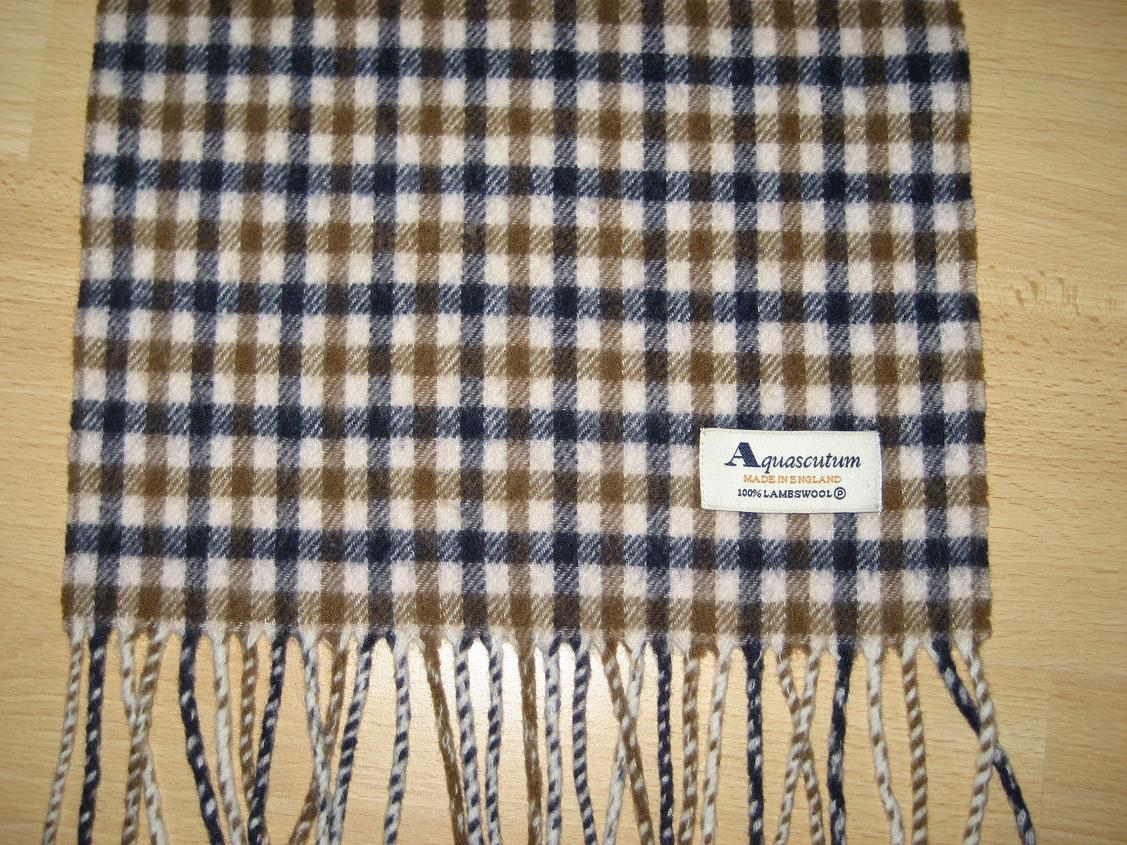
Cachecol de lã.

O cachecol (ou manta) é uma peça de vestuário que consiste em uma faixa longa de tecido, muitas vezes tricotadas em lã. Utilizada em volta do pescoço quando faz frio, para aquecer. A palavra é de origem francesa: "cacher" com o significado de esconder ou ocultar; e "col" que significa colo em francês.
É muito usado por vocalistas em lugares frios, para ajudar a manter a garganta a uma temperatura alta e não causar nenhuma espécie de doença ou outro problema, pois caso aconteça, pode chegar a perder a voz temporariamente ou ficar rouco.

## Fonte
- Enciclopédia da Moda, de Georgina O'hara.